# Abdelkader Bengrina
Abdelkader Bengrina, né le 1er janvier 1962 à Ouargla, est un homme politique algérien. Membre de la mouvance islamiste, il est ministre du Tourisme et de l'Artisanat de 1997 à 1999.

## Biographie
Proche de Mahfoud Nahnah au sein du Mouvement de la société pour la paix (MSP), il est désigné membre du Conseil national de transition en 1994, il est ensuite nommé ministre du Tourisme et de l'Artisanat en 1997 lors de l'entrée du parti islamiste pour la première fois au gouvernement algérien. Il est par la suite tête de liste du même parti à Alger lors des législatives de 2002. Entré en dissidence du MSP, il suit en 2009 Abdelmadjid Menasra pour fonder le Mouvement pour la Prédication et le Changement (MPC), pour lancer en 2013 avec d'autres dissidents, le parti Al-Bina Al-Watani, agrée un an plus tard.
Il est candidat à l'élection présidentielle prévue initialement en avril 2019 et annulée dans le contexte du Hirak. Finalement candidat en décembre 2019, il arrive en deuxième position avec 17,4 % des suffrages exprimés.
Abdelkader Bengrina est associé avec Mohamed El-Amine Belghit pour critiquer le Hirak et mettre la « Kabylie à l’index ». Il approuve les arrestations de militants du mouvement populaire et la communication des proches du général Ahmed Gaïd Salah, affirmant que le Hirak est à l'origine Badissia novembria. En mai 2025, TSA décrit toujours Abdelkader Bengrina comme proche du courant politique Badissia novembria,.

## Fonctions
- 2002-2007 : Député de la Wilaya d'Alger
- 1997-1999 : Ministre du Tourisme et de l'Artisanat
- 1994-1997 : Membre du Conseil national de transition